# Берека Віктор Євгенович
Берека Віктор Євгенович  (25 жовтня 1954, с. Струга, Новоушицький район, Хмельницька область  – 7 січня 2025, Хмельницький, Україна) – педагог, науковець, доктор педагогічних наук, професор, дослідник історії освіти на Хмельниччині, член правління Хмельницької обласної та міської організацій Національної спілки краєзнавців України, Почесний краєзнавець Хмельниччини.

## Біографічні відомості
Народився 25 жовтня 1954 року у селі Струга Новоушицького району Хмельницької області в родині колгоспника.
Після закінчення Струзької СШ 1972-1976 рр. навчався на фізико-математичному факультеті Кам'янець-Подільського державного педагогічного інституту ім. В.П. Затонського (нині - Кам'янець-Подільський національний університет імені Івана Огієнка), який закінчив за спеціальністю «Математика».

## Трудова діяльність
Трудову діяльність розпочав в 1976 р. Працював вчителем математики в середній школі села Авратин Волочиського району.
Упродовж 1978-1985 років був директором цієї школи. Згодом вчителював в середній школі № 15 у м. Хмельницькому.
3 1985 р. на партійній роботі: інструктор, завідуючий відділом пропаганди та агітації Новоушицького РК КПУ, інструктор, консультант ідеологічного відділу Хмельницького ОК КПУ.
Після проголошення незалежності України Віктор Євгенович повернувся до вчителювання в середній школі № 15. В 1992 р. очолив Хмельницький обласний центр туризму і краєзнавства учнівської молоді.
1995 р. – президент Хмельницького відділення Малої академії наук України.
Протягом 1995–2004 рр. обіймав посаду заступника начальника управління освіти і науки Хмельницької обласної державної адміністрації, доцент кафедри менеджменту в освіті Хмельницького гуманітарно-педагогічного інституту.
З 1998-2002 рр. – член Президії обкому профспілки працівників освіти і науки.
У травні 2001 року в Інституті проблем виховання АПН України захистив кандидатську дисертацію «Соціально-педагогічні основи розвитку позашкільної освіти в Україні (1957-2000 рр.)».
У 2004-2009 рр. обраний ректором Хмельницького гуманітарно-педагогічного інституту (з 2006 р. – Хмельницька гуманітарно-педагогічна академія).
У 2005 р. йому присвоєно вчене звання доцента, у 2011 р. – професора.
Грудень 2008 р. – захистив докторську дисертацію та отримав науковий ступень доктора педагогічних наук зі спеціальності: «Теорія і методика професійної освіти» на тему «Теоретико-методичні основи фахової підготовки магістрів з менеджменту освіти».
З 2009-2014 рр. – професор кафедри «Практичної психології та педагогіки» Хмельницького національного університету.
З 2014-2019 рр. очолював Хмельницький обласний інститут післядипломної педагогічної освіти. Після виходу на заслужений відпочинок був професором кафедри та методики суспільно-гуманітарних дисциплін цього інституту.

## Наукова діяльність
Досліджував історію педагогіки й позашкільної освіти України, питання загальної педагогіки та менеджменту освіти. Друкувався в різних відомих журналах: «Рідна школа», «Шлях освіти», «Краєзнавство», де опубліковані десятки його статей з історії педагогіки, насамперед позашкільної освіти.
Путівник «Історичні місця Хмельниччини», одним із авторів якого є Віктор Євгенович, в 2000 році Всеукраїнським центром туризму і краєзнавства визнано кращим серед робіт такого напрямку. Він редагував і упорядковував збірки авторських програм для керівників гуртків шкіл і позашкільних закладів рекомендованих Міністерством освіти і науки України для використання в інших регіонах України. Очолював проєкти «Енциклопедія освіти Хмельниччини» та «Енциклопедія лісового господарства Хмельниччини».
У його доробкові — більш як 150 науково-педагогічних, методичних праць і навчальних посібників із теорії та історії освіти, автор 4-х монографій (одноосібно) та 6-ти у співавторстві.
іктор Берека був переконаний, що головне в роботі науковця — створення умов для результативної роботи колег, уміння генерувати ідеї та мобілізувати кожного задля їх реалізації.

## Нагороди, почесні звання та відзнаки
За визначні успіхи в умовах відродження й розвитку національної освіти України, організацію і вдосконалення навчальної, виховної та науково-методичної роботи, ефективне керівництво закладами й установами освіти нагороджений знаками:
- «За вагомий внесок у навчання та виховання дітей України» (1999);
- Нагрудний знак «Відмінник освіти» (2003);
- «За наукові досягнення» (2006).

Медаль імені Миколи Дарманського (ХГПА, 2007) «За наполегливість у науці».
Лауреат Хмельницької міської премії імені Богдана Хмельницького (2012).
За значний внесок у розвиток краєзнавчого руху в Україні та Хмельницькій області присвоєно звання «Почесний краєзнавець Хмельниччини» (2019).
Неодноразово нагороджувався Почесними грамотами:
- Почесна грамота міського голови (2005);
- Почесна грамота Хмельницької районної державної адміністрації (2005);
- Почесна грамота міського голови (2006);
- Почесна грамота управління освіти і науки Хмельницької обласної державної адміністрації (2006);
- Грамота Хмельницької міської ради (2007);
- Грамота Хмельницької обласної ради (2007)[3].

## Основні публікації
1. Актуальні проблеми управління освітою/ В.Є. Берека, І.М. Шоробура. –Хмельницький: ХГПА, 2006. – 147 с.
2. Діагностика особистісних і професійних якостей майбутніх менеджерів освіти: інструктивно-метод. матеріали для викл. магістратури/ В.Є. Берека. – Хмельницький: ХГПІ, 2004. – 24 с.
3. Козаком я мрію бути: навч.-метод. посіб./ В.Є. Берека. – Кам.-Подільський: Абетка, 2004. – 396 с.
4. Життя прожити для людей (До 30-річчя науково-педагогічної діяльності О.М. Коханка)/ В.Є. Берека. – Хмельницький: Поділля, 2002. – 104 с.
5. З любов'ю до життя/ В.Є. Берека, І.М. Шоробура. – Кам.-Подільський: Абетка, 2005. – 125 с.
6. Магістерська підготовка майбутніх менеджерів освіти: монографія/ В.Є. Берека; Ін-т пед. освіти і освіти дорослих, Хмельниц. гуманіт.-пед. акад. – Хмельницький: ХГПА, 2007. – 360 с.: табл.
7. Організація практичної підготовки слухачів магістратури за спеціальністю «Управління навчальним закладом»/ В.Є. Берека. – Хмельницький: ХГПІ, 2005. – 216 с.
8. Розвиток професійної компетентності майбутніх менеджерів освіти: навч.-метод. посіб. / В.Є. Берека. – Хмельницький: ХГПА, 2006. – 130 с.
9. Формування управлінської компетентності в ході дослідницької роботи: навч.-метод. посіб./ В.Є. Берека. – Хмельницький: ХГПІ, 2003. – 64 с.
10. Педагогічна практика у вищому навчальному закладі: метод, вказівки до її проходження: для магістр, спец. «Практична психологія»/ уклад.: В.Є. Берека, Л.В. Міхєєва. – Хмельницький: ХГПА, 2013. – 102 с.
11. Повернись живим додому, сину: наук.-популярне вид. /В.Є. Берека, А.Й. Сиротенко, І.М. Шоробура. – Кам.-Подільський: Мошак М.І., 2006. – 520  с.
12. Професійна підготовка працівників дошкільної освіти: організаційно-педагогічні аспекти: навч. посібник для студ. вищ. навч. закл. /В.Є. Берека, Л.Є. Пісоцька. – Хмельницький: ФОП Цюпак, 2014. – 192 с.
13. Талант, помножений на працю/ В.Є. Берека, І.М. Шоробура. Кам.-Подільський: Абетка, 2005. – 120 с.